# 弗鲁维尔
弗鲁维尔（法語：Frouville，法語發音：[fʁuvil] ⓘ）是法国法兰西岛大区瓦兹河谷省的一个市镇，属于蓬图瓦兹区。

## 地理
弗鲁维尔（49°8'57"N, 2°8'59"E）面积7.6 平方千米，位于法国法蘭西島大區瓦兹河谷省，该省份为法国北部内陆省份，北起瓦兹省，西接厄尔省，南至塞纳-圣但尼省、上塞纳省和伊夫林省，东临塞纳-马恩省。
与弗鲁维尔接壤的市镇（或旧市镇、城区）包括：贝勒埃格利斯、阿龙维尔、埃杜维尔、拉布维尔、默努维尔、内勒拉瓦莱、博尔内勒。

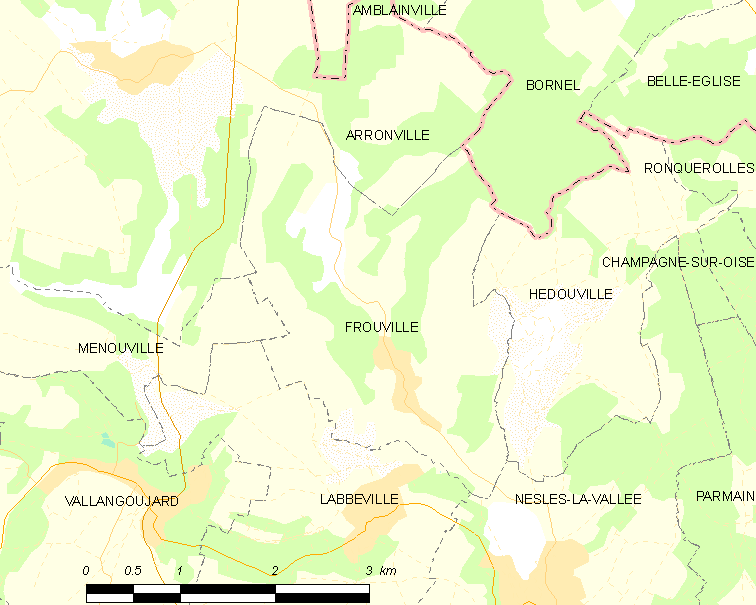
弗鲁维尔的OSM定位图

弗鲁维尔的时区为UTC+01:00、UTC+02:00（夏令时）。

## 行政
弗鲁维尔的邮政编码为95690，INSEE市镇编码为95258。

## 政治
弗鲁维尔所属的省级选区为圣旺洛莫讷县。

## 人口

1962-2008年间弗鲁维尔人口变化图示

弗鲁维尔于2022年1月1日时的人口数量为347人。